# ويس ريتشاردسون
ويس ريتشاردسون هو لاعب كرلنغ كندي، ولد في 4 أغسطس 1931 في Stoughton, Saskatchewan ‏ في كندا، وتوفي في 16 أبريل 2011.